# Sea Shadow
Die Sea Shadow (IX-529) war ein Versuchsschiff, das die United States Navy und die Defense Advanced Research Projects Agency (DARPA) in den 1980er-Jahren unter strenger Geheimhaltung von Lockheed bauen ließen. Sie war 50 Meter lang, unbewaffnet und hatte einen Rumpf mit zwei untergetauchten Auftriebskörpern (SWATH). Wegen ihrer kantigen Form war sie mit Radar kaum zu erkennen und gilt als das erste echte Tarnkappenschiff. Sie wurde zur Erforschung von Techniken zur Signalreduktion und Automatisierung gebaut und genutzt. So flossen auf der Sea Shadow gewonnene Erfahrungen und Erkenntnisse in spätere Kriegsschiffklassen der US Navy ein.
1985 wurde die Sea Shadow an die Navy ausgeliefert, bereits 1986 aber wieder stillgelegt. Erst mit der Reaktivierung 1993 wurde das Schiff der Öffentlichkeit gezeigt. Zwischen 1994 und 1999 wurde das Schiff ein zweites Mal außer Dienst gestellt, 2006 dann endgültig. Das Schiff wurde 2012 abgewrackt.

## Geschichte

### Planung und Bau
Die Sea Shadow wurde in einem Gemeinschaftsprojekt der DARPA, der US Navy und Lockheed entwickelt.
Die Idee dazu kam von Ben Rich, dem damaligen Direktor der Lockheed Advanced Development Projects Unit (Skunk Works), 1978. Als ein Mitarbeiter ein Foto eines Modells des Prototyps Have Blue der F-117 machen wollte, stellte der automatische Sucher nicht auf das Flugzeug scharf. Rich bemerkte, dass die Kamera die Schärfe über ein echolotähnliches Gerät einstellte und dass die Form des Jägers die Schallwellen nicht zur Kamera zurückwarf. Skunk Works baute daraufhin ein Modell eines U-Boots, das von aktivem Sonar praktisch nicht zu erfassen war. Die Navy hatte jedoch kein Interesse an dieser Idee. Stattdessen erfuhr Rich von ersten Tests der Navy mit Schiffen mit zwei voll eingetauchten Auftriebskörpern, die über Wasser miteinander verbunden sind (SWATH-Geräteträger SSP Kaimalimo, Stapellauf 1973), so dass er den für Forschung und Technik zuständigen Unterstaatssekretär im Verteidigungsministerium, William Perry, bat, einen Kontrakt über eine Studie mit den Skunk Works abzuschließen. Dieser Vertrag, der letztlich zwischen Lockheed und der DARPA abgeschlossen wurde, erlaubte Lockheed die Konstruktion des Modells eines Stealth-Schiffes. Dieses Modell wurde mit einem sowjetischen X-Band-Radar getestet, wie es die Seeaufklärer und die luftgestarteten Seezielflugkörper der sowjetischen Streitkräfte verwendeten. Über das Ergebnis der Tests wurde nichts bekannt. Die Navy stimmte schließlich dem Bau eines Prototyps zu – allerdings unter dem Vorbehalt, dass die Kosten für die Sea Shadow keine anderen Projekte gefährden durften. Das war für die Navy eine neue Vorgehensweise, da sie normalerweise keine Testschiffe baut, sondern stattdessen das erste Schiff einer Klasse in Dienst stellt und diesem bei Misserfolg keine weiteren Einheiten nachfolgen lässt.
Die Sea Shadow wurde schließlich am 22. Oktober 1982 bestellt. Der Bau des Schiffes begann 1983 oder 1984, die Navy erhielt das Schiff am 1. März 1985. Die Baukosten betrugen etwa 50 Millionen Dollar. Die Fertigung der benötigten Teile wurde von mehreren Herstellern übernommen, die einzelnen Module wurden innerhalb der Hughes Mining Barge montiert, einer halb abtauchbaren Schute, die so als Trockendock dienen konnte.
Da die Sea Shadow niemals in den aktiven Dienst übernommen wurde, wurde das Präfix USS nicht an sie vergeben, sie ist jedoch im Naval Vessel Register verzeichnet, dem offiziellen Verzeichnis aller Schiffe der US Navy. Die Klassifizierung IX steht für Unclassified Miscellaneous Unit, zu deutsch etwa: Unklassifizierte sonstige Einheit.

### Fahrten

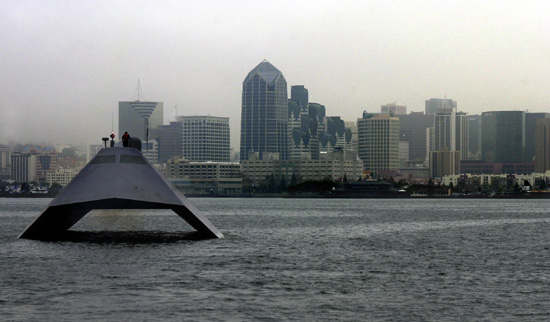
Sea Shadow in der Bucht von San Diego

Die ersten Fahrten unternahm die Sea Shadow in den Jahren 1985 und 1986 unter höchster Geheimhaltung. Daher fanden die Tests nur nachts in den Gewässern um Santa Cruz Island in Kalifornien statt. Tagsüber befand sich die Sea Shadow innerhalb der Hughes Mining Barge, wo sie vor Blicken verborgen war und gleichzeitig versorgt werden konnte. Diese Tests waren hocherfolgreich. So beschrieb Rich eine typische Nacht wie folgt:

“One typical night of testing, the Navy sub-hunter airplanes made fiftyseven passes at us and detected the ship only twice — both times at a mile-and-a-half distance, so that we would have shot them down easily long before they spotted us. Several times, we actually provided the exact location to the pilots and they still could not pick us up on their radar.”

„In einer üblichen Testnacht machten die U-Jagd-Flugzeuge der Navy siebenundfünfzig Anflüge auf uns und entdeckten das Schiff nur zweimal – beide Male auf eine Distanz von eineinhalb Meilen [unter drei Kilometer], so dass wir sie problemlos abgeschossen hätten, bevor sie uns erfasst hätten. Mehrere Male gaben wir den Piloten unsere exakte Position bekannt, und sie konnten uns trotzdem nicht mit ihrem Radar erfassen.“

Nach zwei Jahren des Testens strich der Chief of Naval Operations, Admiral James D. Watkins, 1986 das Programm schließlich, laut Rich aufgrund von Streichungen im Budget der Navy. Es hatte sich herausgestellt, dass Schiffsradare, welche die Wellen der Wasseroberfläche abbildeten, die Umrisse des Schiffes deutlich als „wellenlose Oberfläche“ auf dem Radarschirm zeigten. Um dies zu vermeiden, hätte das Schiff das Radarecho der umgebenden Wellen simulieren müssen, wäre dann aber darüber leicht elektronisch detektierbar gewesen.

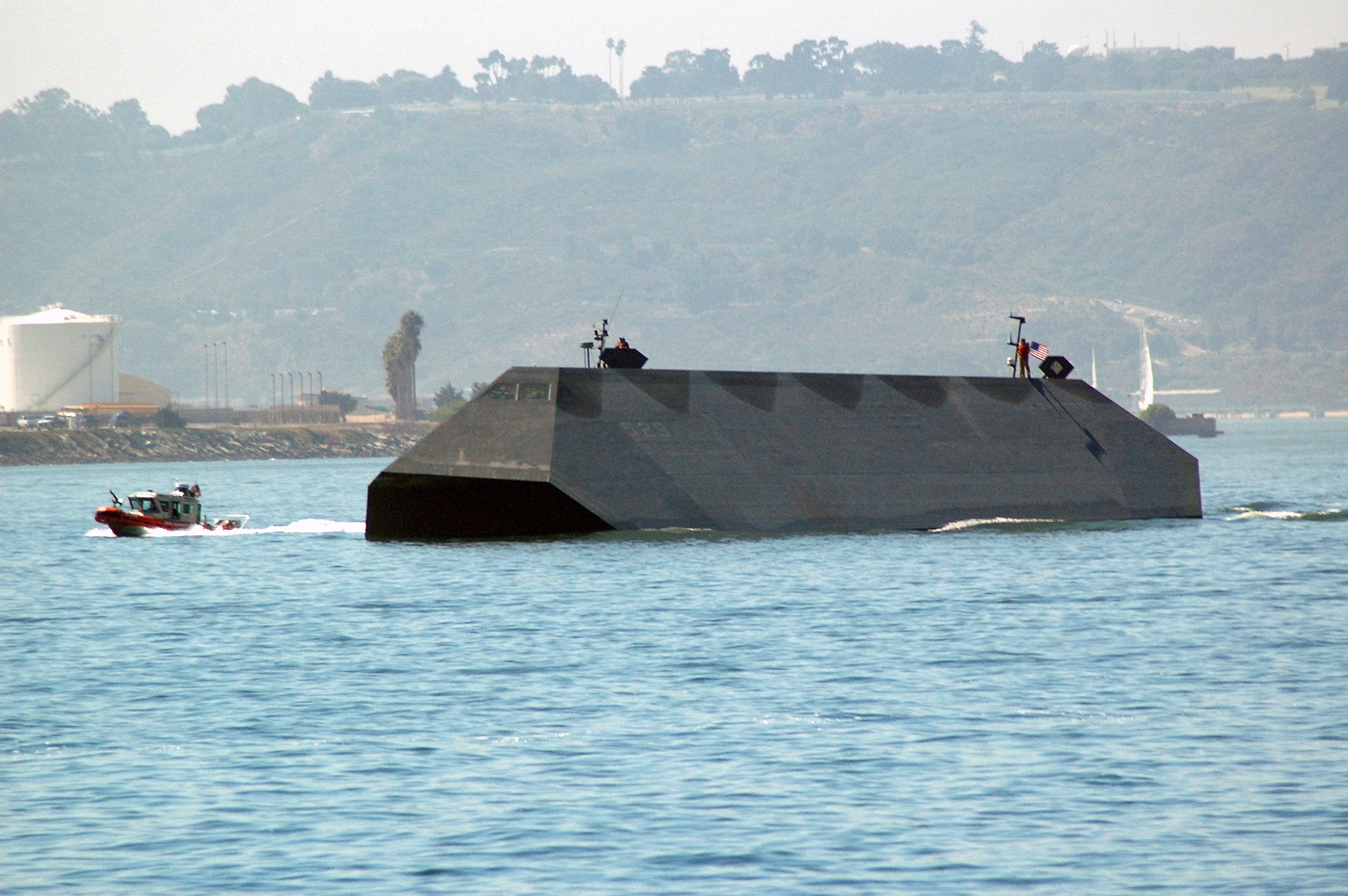
Die Sea Shadow während der Fleet Week 2005 in San Diego

Die Tests wurden erst am 11. April 1993 wiederaufgenommen. An diesem Tag wurde die Sea Shadow erstmals der Öffentlichkeit präsentiert, es wurden auch Fahrten bei Tageslicht durchgeführt. Ab März 1994 begannen vor der Küste von Südkalifornien Tests innerhalb von Kampfgruppen mit anderen Kriegsschiffen der US Navy. Dabei wurde hauptsächlich die Elektronik getestet, außerdem wurde vermehrt Standardausrüstung auf ihre militärische Tauglichkeit geprüft. Ende 1994 wurden die Tests in der Bucht von San Francisco abgeschlossen, die Sea Shadow wurde zusammen mit der Hughes Mining Barge an die 32nd-Street-Pier in San Diego verlegt.
Anfang 1999 wurde die Sea Shadow ein drittes Mal aktiviert, um in einem etwa sechsjährigen Testprogramm Daten für die Entwicklung der Zerstörer der Zumwalt-Klasse zu sammeln. Sie operierte dabei von der ehemaligen Naval Air Station in Alameda. Die Tests fanden wiederum in den Gewässern um San Francisco statt. Das Schiff wurde während der gesamten Zeit von Lockheed betrieben, das eng mit dem Naval Sea Systems Command (NAVSEA) zusammenarbeitete.
Am 22. August 2006 wurde die Sea Shadow aus dem Naval Vessel Register gestrichen. Das Schiff lag in der Suisun Bay, San Francisco. Die Navy hatte vor, es an eine Organisation zu stiften, die sie als Museumsschiff herrichten und der Öffentlichkeit zugänglich machen sollte. Bis Ende 2008 wollte die Navy das Schiff zusammen mit der Hughes Mining Barge entweder abgegeben haben oder zur Verschrottung freigeben. Da sich jedoch kein Investor fand, verlängerte die Navy die Frist um ein weiteres Jahr. Ein Haupthindernis zur Übernahme in ein Schiffsmuseum war offensichtlich das finanzielle Risiko, das ein potentieller Erwerber eingegangen wäre. Er hätte der Marine glaubhaft nachweisen müssen, dass er die finanziellen, technischen und ökologischen Herausforderungen erfüllen kann, die mit dem Betrieb eines Museumsschiffes verbunden sind. Da bis 2011 keine Übernahme gelungen war, wurde das Schiff 2012 abgebrochen.

## Technik

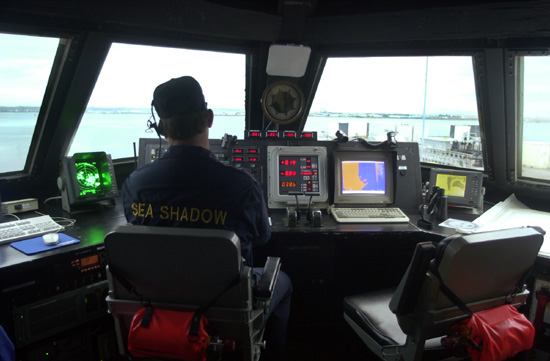
Brücke der Sea Shadow

Die Sea Shadow war ein sogenanntes SWATH-Schiff, dies steht für Small Waterplane Area Twin Hull. Dabei befand sich an beiden Seiten des Schiffes unter der Wasseroberfläche je ein Auftriebskörper. Diese Auftriebskörper erstreckten sich über die gesamte Länge des Schiffes von etwa 50 Metern. Die Breite der Sea Shadow betrug gut 21 Meter, der Tiefgang lag bei unter fünf Metern. Die Verdrängung betrug voll beladen gut 563 tn.l., die Zuladekapazität lag bei rund 64 Tonnen. Der Rumpf bestand aus kohlenstofffaserverstärktem Kunststoff.
Ein dieselelektrischer Antrieb mit zwei sich gegenläufig drehenden Schrauben an den Enden der Auftriebskörper trieb das Schiff an. Gesteuert wurde die Sea Shadow über zwei Stabilisatoren am Heck und zwei Canard-ähnliche Ruder am Bug des Schiffes. Es konnte Geschwindigkeiten von bis zu 14 Knoten erreichen. Die SWATH-Konfiguration erlaubte außerdem Operationen in Bedingungen bis zu Seegang Stufe 5 (Grobe See), bei dem die Wellen bis zu sechs Meter hoch werden können.
Die Einrichtung der Sea Shadow war recht spartanisch und nicht für lange Fahrten ausgelegt. An Bord befanden sich zwölf Kojen, ansonsten zusätzlich nur ein Mikrowellenherd und ein Kühlschrank sowie dazu ein Tisch mit Stühlen. Während die Höchstzahl an Mannschaftsmitgliedern, die je mit der Sea Shadow in See gestochen ist, bei 24 Mann lag, bestand die Standardbesatzung lediglich aus acht Personen. Dabei arbeiteten zwei Teams zu je vier Mann in Wachen von sechs Stunden. Drei Mann hatten feste Aufgaben auf der Brücke, während sich der vierte für sämtliche Aufgaben bereithielt, die an anderer Stelle an Bord anfielen. Dies war jedoch nicht der Regelfall, da die Brücke hochgradig automatisiert war. Alle Kommandos, auch die Bedienung von Ventilen oder das Umpumpen von Treibstoff, ließen sich von dort aus geben. Ähnliche Verfahren und Methoden wurden ab 1996 ins Smart Ship Project übernommen.
Die Sea Shadow war niemals für den aktiven Dienst vorgesehen und daher weder bewaffnet noch mit fortgeschrittener Elektronik ausgerüstet. Ähnlich wie bei U-Booten konnte an einem Mast ein Navigationsradar ausgefahren werden. Die Sea Shadow konnte taktische Daten von anderen Schiffen ihrer Kampfgruppe empfangen und verarbeiten. Dafür war sie mit Geräten nach dem Link-11- und dem Link-16-Standard ausgerüstet.

## Forschungsgegenstand

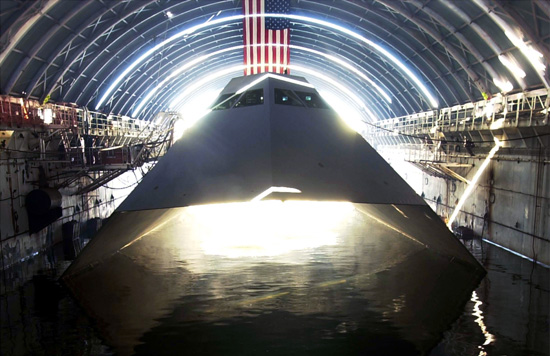
Sea Shadow in ihrem Dock

Die Sea Shadow war das erste Schiff der Welt, das vollständig nach den Kriterien der Tarnkappentechnik entwickelt wurde. Dafür musste nicht nur der Radarquerschnitt (RCS für Radar Cross Section) möglichst niedrig gehalten werden, auch die abgegebene Infrarotstrahlung sowie die Lautstärke der Antriebsanlage mussten minimiert werden. Um den Radarquerschnitt zu senken, durften keine 90°-Winkel vorkommen, vor allem durfte die Bordwand nicht rechtwinklig zur Wasseroberfläche stehen, da dadurch das sogenannte broadside flash (dt. etwa: Breitseiten-Echo) erzeugt wird. So basierte die Rumpfform auf Kenntnissen, die Lockheed beim Bau des Stealth-Bombers F-117 gesammelt hatte. Als Resultat aus den Tests mit der Sea Shadow erhielten neuere Schiffsklassen, beginnend mit der Arleigh-Burke-Klasse, keine vertikalen Flächen an Rumpf, Aufbauten und Masten. Ein weiterer den RCS senkender Effekt ist der Verzicht auf aus dem Rumpf hervorstehende Antennen oder Waffen sowie einer Reling, was jedoch auf Serienschiffen bisher nicht realisiert werden konnte. Die Schrauben und die Übergänge der Pontons wurden speziell darauf ausgerichtet, kein erfassbares Kielwasser zu hinterlassen. Das dieselelektrische Antriebssystem sollte die Erfassung durch passives Sonar erschweren.
Die Zumwalt-Klasse profitierte außer von den Stealth-Maßnahmen auch von den Testergebnissen der Automatisierung. Die Zerstörer waren ursprünglich nur noch mit 140 Mann Besatzung geplant, statt mehr als 300 Mann auf Schiffen vergleichbarer Größe. Auch die San-Antonio-Klasse profitierte von den Forschungsergebnissen.
Die an Bord der Sea Shadow erprobten Steuereinrichtungen fanden Einsatz in der neusten Generation von einsatzreifen SWATH-Schiffen der US Navy, den Aufklärungseinheiten der Victorious-Klasse und der Impeccable-Klasse.

## Sonstiges
John Douglas Charlton, ein pensionierter Lockheed-Ingenieur, wurde 1995 verhaftet, weil er einem als französischen Regierungsbeamten getarnten FBI-Agenten unter anderem Geheimpapiere über die Sea Shadow zum Kauf angeboten hatte. Er wurde zu zwei Jahren Haft in einem Bundesgefängnis verurteilt, nachdem er sich schuldig bekannt hatte.
Die Sea Shadow war die Inspiration für das Stealth-Schiff in dem James-Bond-Film Der Morgen stirbt nie.